# Bipartivalva
Bipartivalva là một chi bướm đêm thuộc phân họ Olethreutinae trong họ Tortricidae.

## Các loài
- Bipartivalva aquilana Kuznetzov, 1988
- Bipartivalva eurypinax (Meyrick in Caradja & Meyrick, 1937)